# 亚光棱蛤
是帘蛤目船蛤科船蛤属的一种。主要分布于新加坡、中国大陆、台湾，常栖息在潮间带。